# トグル入力

携帯電話のテンキーにおける英数字入力割り当て

トグル入力（トグルにゅうりょく）とは、スマートフォン・携帯電話など、フルキーボードを持たない端末において、テンキーにて文字入力を行う方法の一種である。「トグル打ち」、「マルチタップ」、「5タッチ」、「かなめくり」、「猿打ち」などと呼ばれることもある。
トグルスイッチの動作からこのように呼ばれているが、本来の動作としてはトグルではなくロータリスイッチの動作なので厳密には不正確となる。
携帯電話のマニュアルでは2タッチ入力（ポケベル打ち）に対して「かな入力」「かな方式」と記されることもある。

## 概要
1つのキーに五十音の1行やアルファベット3-4文字など複数の文字が対応し、ボタンを押すごとに次の文字が現れる（トグル機構を持つ）文字の打ち方である。例えば「1」のキーを押すごとに「あ→い→う→え→お→…」という順で文字が現れるようになっている。文字の出現順を逆順にする「逆トグル」と呼ばれる機能や「大文字小文字変換」を備えたものもあり、2011年現在、携帯電話の文字入力システムとして一般的なATOK・iWnn・POBox Proは、いずれも逆トグルや大文字小文字変換に対応している。
入力方法が、2タッチ入力やシングルタップ方式と比較して単純で覚えやすい一方で、キーのストローク数は多くなりやすい。